# Park Kyu-chung
Park Kyu-chung (12 de junho de 1924 - 2000) foi um futebolista e treinador sul-coreano que atuava como defensor.

## Carreira
Park Kyu-chung fez parte do elenco da Seleção Sul-Coreana de Futebol, na Copa do Mundo de 1954.